# 요시다 에리
요시다 에리(일본어: 吉田 えり, 1992년 1월 17일 ~ )는 일본 출신의 여자 야구 선수이며, 별명은 너클 공주(ナックル姫)이다.

## 인물
가나가와현 가와사키시에서 태어나 요코하마시에서 자랐으며, 오빠의 영향으로 초등학교 2학년때부터 야구를 접하고, 요코하마 시립 나카가와니시(中川西) 중학교에 진학하여 야구부의 주전 1루수로 활약하였다. 곧바로 경식 야구를 시작해 부친의 권유로 투수로 전향했으며, 가나가와 현립 가와사키키타(川崎北) 고등학교 진학 후에 오른손의 염증으로 인해 남자 선수들과의 체력 차이를 느끼게 되었다. 텔레비전을 통해서 본 팀 웨이크필드의 활약상을 지켜보면서 자신도 너클볼을 습득하면 남자선수들과 마운드에서 야구를 계속하는 것은 아닐까 생각하여 자기 집 지하에 마련된 연습장에서 1년간 연습을 계속해 새끼 손가락을 세우고 볼에 붙이지 않는 웨이크필드식 독자적으로 잡는 방법의 너클볼을 습득했다.
이후 사회인 야구 클럽 팀의 지바 열혈 메이킹(千葉熱血メイキング), 니시타마 클럽(西多摩倶楽部)에 입단해 활동하였으며, 2008년 9월부터는 여자 클럽 팀인 아사히 트라스트(アサヒトラスト)에서 활약, 같은해 전일본 여자 경식 클럽 야구 선수권(全日本女子硬式クラブ野球選手権)에서 3경기에 등판했다. 이후 2008년 11월 16일에 간사이 독립 리그의 드래프트 회의에서 고베 나인 크루즈로부터 7위의 지명(전체 27번째)을 받아 12월 2일에 입단 발표, 일본 프로 야구 리그 소속의 여자 선수로서 일본 여자 야구 연맹(1950년 ~ 1951년)이 생긴 이래 일본인 여자 프로 야구 선수로서는 스즈키 게이코 이후 남자 선수들과 함께 플레이를 하는 일본 최초의 여자 프로 야구 선수가 되었다.
2009년 3월 27일에 간사이 독립 리그 개막 경기인 오사카 골드 허리케인스 전(교세라 돔 오사카)에서 9회말에 두 번째로 중간 계투로서 첫 등판을 했다. 2009년도의 성적은 선발 1경기를 포함한 11경기에 등판, 11회 2/3를 던져 0승 2패, 4.63의 평균자책점을 기록했다. 10월 1일에는 팀을 탈퇴하겠다고 공식으로 표명하면서 12월에 재팬 퓨처 베이스볼 리그 팀인 미에 스리애로스와의 입단을 합의했다.
이듬해 2010년 1월 하순부터 3월 상순에 걸쳐 미국 애리조나주에서 열리는「애리조나 윈터 리그」에 참가했고 미국의 독립 리그 팀인 골든 베이스볼 리그의 치코 아웃로스로부터 정식으로 오퍼를 받아 일시 귀국한 후에 합의했다. 2010년 5월 7일에 미국으로 도미해 치코 아웃로스의 입단 회견을 실시, 다음날인 8일부터의 캠프에 참가하면서 5월 29일(일본 시간 30일)의 정규 경기에서의 첫 출전을 했다.

## 출신 학교
- 가나가와 현립 가와사키키타 고등학교

## 선수 경력
- 지바 열혈 메이킹(千葉熱血メイキング)
- 니시타마 클럽(西多摩倶楽部)
- 아사히 트라스트(アサヒトラスト)
- 고베 나인 크루즈(2009년)
- 치코 아웃로스(2010년 ~ )

## 등번호
- 17(2009년)
- 3(2010년)